# Enicospilus ranunculus
Enicospilus ranunculus là một loài tò vò trong họ Ichneumonidae.